# 西方金扇虫
西方金扇虫（学名：Chrysopetalum occidentale）为金扇虫科金扇虫属的动物。分布于加利福尼亚、日本海、澳大利亚，包括黄海等海域。